# فيلي ماكلين
فيلي ماكلين (بالإنجليزية: Willie McLean)‏ هو مدرب كرة قدم ولاعب كرة قدم بريطاني في مركز نصف الجناح، ولد في 2 أبريل 1935 في لاركهول ‏ في المملكة المتحدة. لعب مع ريث روفرز وشيفيلد وينزداي وكوين أوف ساوث ونادي أردريونيانز ونادي ألوا أثليتيك ونادي كلايد وهاميلتون أكاديميكال.